# Premio Internacional Puente de Alcántara
El Premio Internacional Puente de Alcántara es un premio que «está destinado a galardonar, dentro del ámbito iberoamericano y con una periodicidad bienal, la obra pública (construcción o conjunto de construcciones de ingeniería civil) que reúna a juicio del Jurado mayor importancia cultural, tecnológica, estética, funcional y social, teniendo en cuenta asimismo la calidad técnica, la estética y la perfección alcanzada en la ejecución del proyecto.» Premio que otorga la Fundación San Benito de Alcántara desde febrero de 1988.

## Premiados
- I edición (1987-1988), Puente Tampico (México)
- II edición (1989-1990), Puente Internacional San Roque González de Santa Cruz (Argentina-Paraguay)
- III edición (1991-1992), Torre de Collserola (España)
- IV edición (1992-1993), Aprovechamiento hidroeléctrico alto Lindoso y Touvedo (Portugal)
- V edición (1994-1996), Carretera Nacioan 632 de Ribadesella a Luarca, tramo Novellana-Cadavedo (España)
- VI edición (1997-1998), Museo Guggenheim Bilbao (España)
- VI edición (1999-2000), Proyecto de irrigación Chavimochic (Perú)
- VII edición (2001-2002), Puentes de comunicación Autovía del Noroeste A-6. Tramo:Villafranca del Bierzo-Cereixal (España)
- VIII edición (2003-2004), Embalse de Alqueva (Portugal)
- IX (2005-2006), Represa de Caruachi (Venezuela)
  - Terminal T4 Aeropuerto de Madrid-Barajas
  - Presa de Irapé
- X
- XI edición: Tramo Embalse de Contreras-Villargordo del Cabriel (incluye el Viaducto de Contreras) de la conexión de alta velocidad Madrid-Levante[2]